# Kochel (Fluss)
Die Kochel (polnisch Szklarka) ist ein rechter Nebenfluss des Zacken (polnisch Kamienna) im Riesengebirge in Polen.

## Verlauf
Die Kochel entspringt an den Nordseiten vom Hohen Rad (polnisch Wielki Szyszak) und Großer Sturmhaube (polnisch Śmielec) und fließt unterhalb von Schreiberhau (polnisch Szklarska Poręba) in den Zacken (polnisch Kamienna).

## Kochelfall

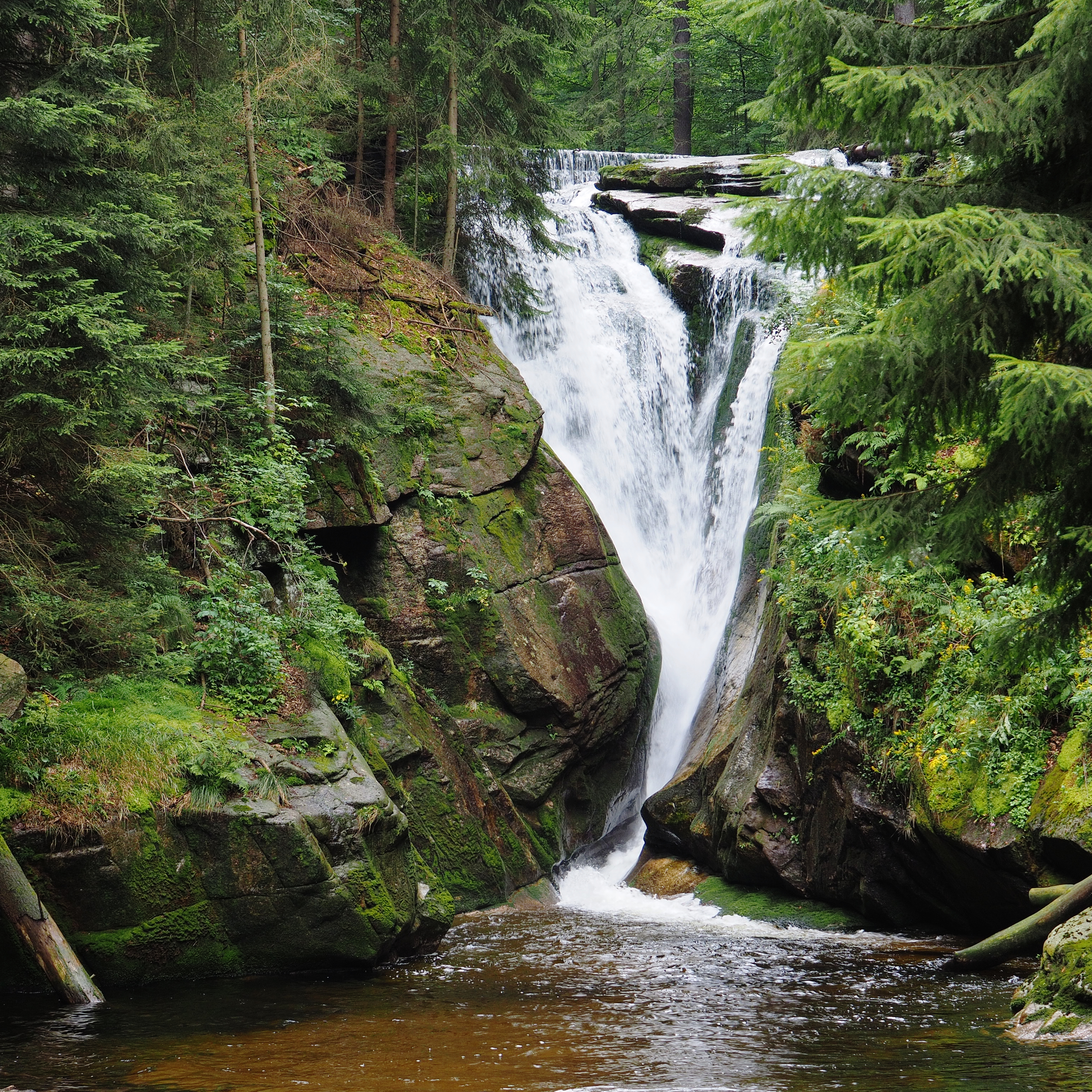
Kochelfall

Kurz vor der Mündung in den Zacken bildet die Kochel den 13 m hohen trichterförmigen Kochelfall (Wodospad Szklarki). Der Kochelfall ist schon seit Jahrhunderten ein beliebtes Ausflugsziel, ähnlich wie der Zackelfall, leicht zu Fuß erreichbar und gehört zu den bekanntesten Sehenswürdigkeiten des Riesengebirges.

## Medien
In der Frühzeit des Filmes wurde 1897 eine Stummfilmdokumentation über den Kochelfall gedreht.